# Katherine Sheppard
Katherine Sheppard   (Liverpool, 10 de març de 1847 - Christchurch, 13 de juliol de 1934) va ser una política feminista neozelandesa, probablement la integrant més destacada del moviment sufragista del seu país. La seva influència va ser clau per a l'aprovació del sufragi femení a Nova Zelanda el 19 de setembre de 1893. A més a més, Nova Zelanda fou el primer país en el qual s'aprovà la igualtat de condicions amb els homes perquè les dones poguessin ocupar càrrecs polítics el 1919. La seva imatge apareix al bitllet de 10 dòlars neozelandesos des de 1991.

## Biografia
Educada a Escòcia, Katherine Sheppard es trasllada a Nova Zelanda durant la dècada de 1860. Com a jove feminista creia que les dones havien de participar en tots els aspectes socials i polítics del país. En una època en què les dones eren educades per ser "senyoretes", Sheppard promovia que les dones fessin activitat física com, per exemple, anar en bicicleta.
L'any 1885 s'uneix a la Woman's Christian Temperance Union (Unió de Dones Cristianes per a la temperància) i dos anys més tard es converteix en la líder de la campanya pel dret al sufragi femení. Durant els anys posteriors, va dedicar-se a organitzar reunions, publicar articles sobre el tema i fer peticions al Parlament.
Finalment, i malgrat l'oposició del primer ministre Richard Seddon, la petició pel dret del sufragi femení va ser aprovada per les dues cambres del Parlament el 19 de setembre de 1893 i es va convertir en llei.
Va ser la primera victòria per la igualtat de gènere a nivell mundial i va suposar un impacte considerable sobre els moviments pel sufragi femení d'altres països.